# Пустомеля
«Пустомеля» — рисованный мультфильм киностудии «Союзмультфильм» 1980 года. В 1981 году вышло продолжение: «Приключение на плоту».

## Сюжет
Сказка о зайчонке, который вечно хвастался своими выдумками, тем самым отвлекая от работ других. И продолжалось бы это дальше, если бы старый мудрый Ёж не дал совет, что свои фантазии нужно нести в правильное русло.

## Создатели
| автор сценария             | Владимир Капнинский                                                                                   |
| режиссёр                   | Борис Бутаков                                                                                         |
| художник-постановщик       | Ада Никольская                                                                                        |
| оператор                   | Михаил Друян                                                                                          |
| композитор                 | Владислав Казенин                                                                                     |
| звукооператор              | С. Абельдяев                                                                                          |
| редактор                   | Татьяна Папорова                                                                                      |
| художники-мультипликаторы: | Наталия Богомолова, Виталий Бобров, Владимир Крумин, Александр Елизаров, Марина Рогова, Фёдор Елдинов |
| директор картины           | Нинель Липницкая                                                                                      |

## Роли озвучивали
- Светлана Харлап — Пустомеля, зайчонок-изобретатель
- Людмила Гнилова — мышонок
- Ольга Громова — заяц в синей рубашке / бельчата
- Евгений Леонов — Ёж / Енот-полоскун